# 莫爾森湖 (曼尼托巴省)
54°12′04″N 96°45′00″W / 54.20111°N 96.75000°W
莫爾森湖是加拿大的湖泊，由曼尼托巴省負責管轄，距離溫尼伯湖80公里，長45公里、寬22公里，面積391平方公里，島嶼總面積9平方公里，海拔高度221米。